# Johano Strasser

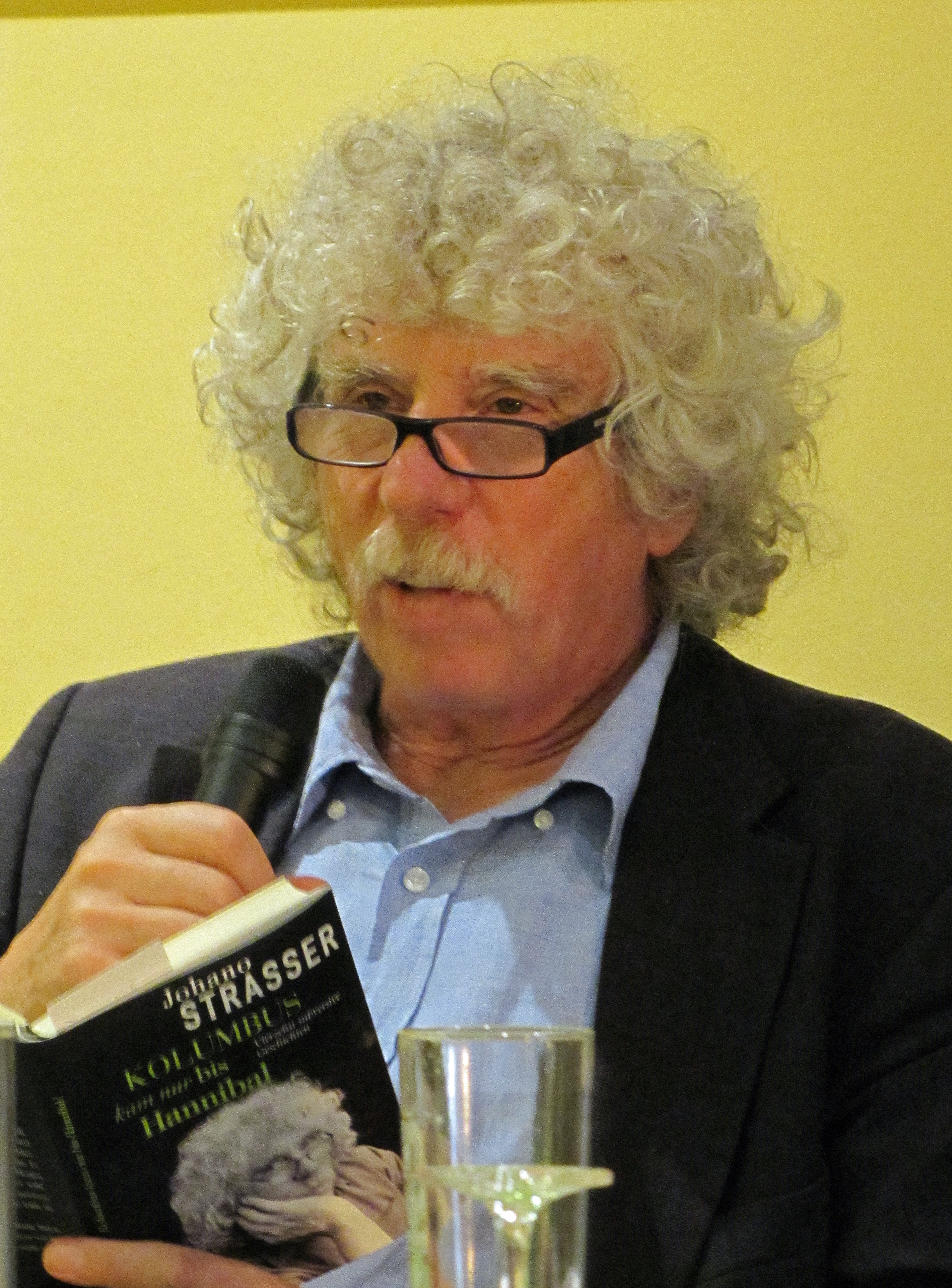
Johano Strasser (2010)

Johano Strasser (* 1. Mai 1939 in Leeuwarden, Niederlande) ist ein deutscher Politologe, Publizist und Schriftsteller. Ab 1995 war er Generalsekretär des PEN-Zentrums Deutschland und Präsident von 2002 bis 2013.

## Leben

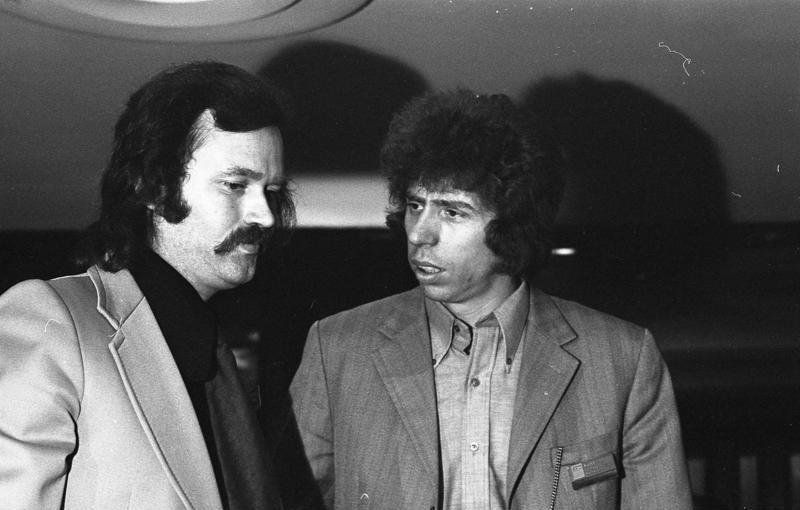
Johano Strasser (rechts), 1973

Johano Strasser stammt aus einer internationalen Familie. Sein Vater Robert William Strasser wurde als Sohn einer Französin und eines Österreichers in St. Louis (USA) geboren, seine Mutter war die Niederländerin Maria Christina Melis. Die beiden Pazifisten lernten sich auf einem Esperanto-Kongress in Paris kennen; dieser Plansprache gehört auch sein Vorname an.
Seit 1945 lebte die Familie in Deutschland. Nach dem Abitur 1958 am Ratsgymnasium Rotenburg (Wümme) studierte Johano Strasser am Auslands- und Dolmetscherinstitut der Universität Mainz in Germersheim und wurde Diplom-Übersetzer. 1961/1962 arbeitete er in diesem Beruf bei den Ford-Werken in Köln. Anschließend studierte er in Mainz Philosophie und wurde dort 1967 promoviert.
In den folgenden Jahren forschte und lehrte er in Großbritannien, den Niederlanden und Deutschland. 1977 habilitierte er sich in Politikwissenschaft an der Freien Universität Berlin; anschließend lehrte er dort als Privatdozent.
In den 1970er-Jahren engagierte er sich als programmatischer Vordenker bei den Jungsozialisten; von 1970 bis 1975 war er stellvertretender Bundesvorsitzender. Seit 1975 ist er Mitglied der Grundwertekommission der SPD.
Von 1980 bis zu ihrer Einstellung 1988 war Strasser Redakteur und zusammen mit Heinrich Böll, Günter Grass und Carola Stern ein Mit-Herausgeber der politisch-literarischen Zeitschrift L 80. In seinen politischen Schriften kritisiert er das ökonomisch zentrierte Denken.
Seit 1983 betätigt er sich als freier Schriftsteller. Als sein gelungenstes Werk gilt der Roman Stille Jagd von 1995. Der Verband deutscher Schriftsteller (VS), heute in ver.di, wählte ihn auf der Bundesdelegiertenkonferenz in Hamburg (24. bis 26. September 1987) in den Bundesvorstand, dem er bis 1988 angehörte.
Strasser wurde katholisch erzogen, trat aber nach dem Abitur aus der Kirche aus. Seit 1964 hat er die deutsche Staatsangehörigkeit. Er ist mit der Schriftstellerin Franziska Sperr verheiratet und lebt am Starnberger See. Das Ehepaar hat zwei Kinder. Aus erster Ehe hat Johano Strasser eine weitere Tochter.

## Auszeichnungen
- 1984: Das politische Buch der Friedrich-Ebert-Stiftung
- 2002: Gerty-Spies-Literaturpreis der Landeszentrale für politische Bildung Rheinland-Pfalz

## Ausgewählte Schriften

### Politische Schriften
- 1977: Die Zukunft der Demokratie. Grenzen des Wachstums – Grenzen der Freiheit? (1977)
- 1979: Grenzen des Sozialstaats? Soziale Sicherung in der Wachstumskrise. (1979)
- 1981: Die Zukunft des Fortschritts – Der Sozialismus und die Krise des Industrialismus. (1981)
- 1990: Leben ohne Utopie? Essay zur aktuellen deutschen Situation. Hrsg. von Freimut Duve, Luchterhand, Frankfurt 1990, ISBN 3-630-87103-8.
- 1994: Die Wende ist machbar. (1994)
- 1999: Wenn der Arbeitsgesellschaft die Arbeit ausgeht. (1999)
- 2001: Leben oder Überleben. Wider die Zurichtung des Menschen zu einem Element des Marktes. (2001)
- 2005: Kopf oder Zahl. Die deutschen Intellektuellen vor der Entscheidung. (2005)
- 2011: Deutschland in der „Krise“. Über die fragwürdigen anthropologischen und handlungstheoretischen Grundlagen der neoliberalen Wirtschaftstheorie. Thelem, Dresden 2011.
- 2011: Transformation 3.0. Raus aus der Wachstumsfalle. Mit Michael Müller. Vorwärts-Buch, Berlin 2011, ISBN 978-3-86602-534-9.
- 2013: Gesellschaft in Angst. Zwischen Sicherheitswahn und Freiheit. Gütersloher Verlags-Haus, Gütersloh 2013, ISBN 978-3-579-06640-0.
- 2015: Das Drama des Fortschritts. Dietz-Verlag, Bonn 2015, ISBN 978-3-8012-0477-8.
- 2017: Das freie Wort. Vom öffentlichen Gebrauch der Vernunft im postfaktischen Zeitalter. (Hrsg.) Allitera Verlag, München 2017, ISBN 978-3-86906-998-2.

### Literarische Schriften

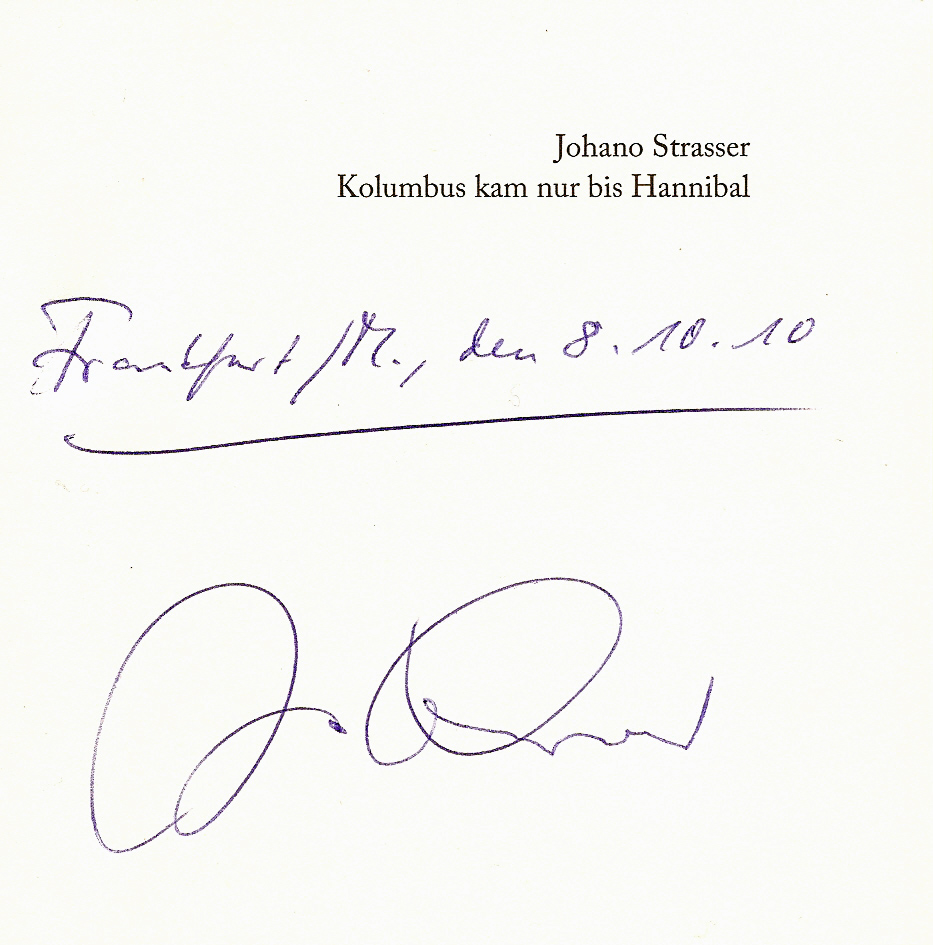
Autograph

- Der Klang der Fanfare (Roman, 1987)
- Dengelmanns Harfe (Erzählung, 1992)
- Stille Jagd (Roman, 1995)
- Ein Lachen im Dunkeln (Roman, 1999)
- Bei Regen über Regen reden (Gedichte, 1999)
- Die Tücke des Subjekts. Handreichungen für Unverbesserliche (Satire, 2002)
- Als wir noch Götter waren im Mai (Autobiografie, 2007)
- Bossa Nova. Ein Provinzroman (Roman, 2008)
- Kolumbus kam nur bis Hannibal. Vierzehn subversive Geschichten (2010)
- Die schönste Zeit des Lebens (Roman, 2011); ins Bulgarische übersetzt von Rumjana Zacharieva und in der renommierten Literaturzeitschrift Sawremennik, Sofia, publiziert (Nr. 1/2014)
- Der Wind. Ein Gedicht. Verlag Bibliothek der Provinz, Weitra 2016, ISBN 978-3-99028-555-8.
- Die Erstbesteigung des Mount Chutney. 16 subversive Geschichten. Verlag Bibliothek der Provinz, Weitra 2021, ISBN 978-3-99126-022-6.
- Radka. Roman. Verlag Bibliothek der Provinz, Weitra 2024, ISBN 978-3-99126-257-2.